# Llista d'asteroides/192801-192900
| Nom      | Designació provisional | Data de descobriment   | Lloc de descobriment | Descobridor/s        |
| -------- | ---------------------- | ---------------------- | -------------------- | -------------------- |
| 192801 - | 1999 VG4               | 1 de novembre de 1999  | Catalina             | CSS                  |
| 192802 - | 1999 VO16              | 2 de novembre de 1999  | Kitt Peak            | Spacewatch           |
| 192803 - | 1999 VF21              | 10 de novembre de 1999 | Višnjan Observatory  | K. Korlević          |
| 192804 - | 1999 VZ31              | 3 de novembre de 1999  | Socorro              | LINEAR               |
| 192805 - | 1999 VX44              | 4 de novembre de 1999  | Catalina             | CSS                  |
| 192806 - | 1999 VR45              | 4 de novembre de 1999  | Catalina             | CSS                  |
| 192807 - | 1999 VX56              | 4 de novembre de 1999  | Socorro              | LINEAR               |
| 192808 - | 1999 VO59              | 4 de novembre de 1999  | Socorro              | LINEAR               |
| 192809 - | 1999 VW61              | 4 de novembre de 1999  | Socorro              | LINEAR               |
| 192810 - | 1999 VL63              | 4 de novembre de 1999  | Socorro              | LINEAR               |
| 192811 - | 1999 VC68              | 4 de novembre de 1999  | Socorro              | LINEAR               |
| 192812 - | 1999 VO69              | 4 de novembre de 1999  | Socorro              | LINEAR               |
| 192813 - | 1999 VO70              | 4 de novembre de 1999  | Socorro              | LINEAR               |
| 192814 - | 1999 VG71              | 4 de novembre de 1999  | Socorro              | LINEAR               |
| 192815 - | 1999 VP76              | 5 de novembre de 1999  | Kitt Peak            | Spacewatch           |
| 192816 - | 1999 VR76              | 5 de novembre de 1999  | Kitt Peak            | Spacewatch           |
| 192817 - | 1999 VQ79              | 4 de novembre de 1999  | Socorro              | LINEAR               |
| 192818 - | 1999 VK81              | 4 de novembre de 1999  | Socorro              | LINEAR               |
| 192819 - | 1999 VK82              | 5 de novembre de 1999  | Socorro              | LINEAR               |
| 192820 - | 1999 VO82              | 5 de novembre de 1999  | Socorro              | LINEAR               |
| 192821 - | 1999 VU82              | 1 de novembre de 1999  | Kitt Peak            | Spacewatch           |
| 192822 - | 1999 VP88              | 4 de novembre de 1999  | Socorro              | LINEAR               |
| 192823 - | 1999 VD89              | 4 de novembre de 1999  | Socorro              | LINEAR               |
| 192824 - | 1999 VD91              | 5 de novembre de 1999  | Socorro              | LINEAR               |
| 192825 - | 1999 VT91              | 7 de novembre de 1999  | Socorro              | LINEAR               |
| 192826 - | 1999 VO94              | 9 de novembre de 1999  | Socorro              | LINEAR               |
| 192827 - | 1999 VJ97              | 9 de novembre de 1999  | Socorro              | LINEAR               |
| 192828 - | 1999 VJ99              | 9 de novembre de 1999  | Socorro              | LINEAR               |
| 192829 - | 1999 VL100             | 9 de novembre de 1999  | Socorro              | LINEAR               |
| 192830 - | 1999 VU101             | 9 de novembre de 1999  | Socorro              | LINEAR               |
| 192831 - | 1999 VY101             | 9 de novembre de 1999  | Socorro              | LINEAR               |
| 192832 - | 1999 VF102             | 9 de novembre de 1999  | Socorro              | LINEAR               |
| 192833 - | 1999 VP107             | 9 de novembre de 1999  | Socorro              | LINEAR               |
| 192834 - | 1999 VZ117             | 9 de novembre de 1999  | Kitt Peak            | Spacewatch           |
| 192835 - | 1999 VB118             | 9 de novembre de 1999  | Kitt Peak            | Spacewatch           |
| 192836 - | 1999 VC121             | 4 de novembre de 1999  | Kitt Peak            | Spacewatch           |
| 192837 - | 1999 VL125             | 6 de novembre de 1999  | Kitt Peak            | Spacewatch           |
| 192838 - | 1999 VQ130             | 9 de novembre de 1999  | Kitt Peak            | Spacewatch           |
| 192839 - | 1999 VK132             | 9 de novembre de 1999  | Kitt Peak            | Spacewatch           |
| 192840 - | 1999 VN137             | 12 de novembre de 1999 | Socorro              | LINEAR               |
| 192841 - | 1999 VV138             | 9 de novembre de 1999  | Kitt Peak            | Spacewatch           |
| 192842 - | 1999 VC143             | 13 de novembre de 1999 | Kitt Peak            | Spacewatch           |
| 192843 - | 1999 VM148             | 14 de novembre de 1999 | Socorro              | LINEAR               |
| 192844 - | 1999 VD152             | 9 de novembre de 1999  | Kitt Peak            | Spacewatch           |
| 192845 - | 1999 VX154             | 13 de novembre de 1999 | Kitt Peak            | Spacewatch           |
| 192846 - | 1999 VK155             | 15 de novembre de 1999 | Kitt Peak            | Spacewatch           |
| 192847 - | 1999 VK156             | 12 de novembre de 1999 | Socorro              | LINEAR               |
| 192848 - | 1999 VD157             | 12 de novembre de 1999 | Socorro              | LINEAR               |
| 192849 - | 1999 VS161             | 14 de novembre de 1999 | Socorro              | LINEAR               |
| 192850 - | 1999 VH166             | 14 de novembre de 1999 | Socorro              | LINEAR               |
| 192851 - | 1999 VL175             | 10 de novembre de 1999 | Kitt Peak            | Spacewatch           |
| 192852 - | 1999 VD176             | 2 de novembre de 1999  | Catalina             | CSS                  |
| 192853 - | 1999 VU176             | 5 de novembre de 1999  | Socorro              | LINEAR               |
| 192854 - | 1999 VA178             | 6 de novembre de 1999  | Socorro              | LINEAR               |
| 192855 - | 1999 VT187             | 15 de novembre de 1999 | Socorro              | LINEAR               |
| 192856 - | 1999 VG190             | 15 de novembre de 1999 | Socorro              | LINEAR               |
| 192857 - | 1999 VX198             | 3 de novembre de 1999  | Catalina             | CSS                  |
| 192858 - | 1999 VT201             | 3 de novembre de 1999  | Socorro              | LINEAR               |
| 192859 - | 1999 VB213             | 12 de novembre de 1999 | Socorro              | LINEAR               |
| 192860 - | 1999 VS219             | 5 de novembre de 1999  | Kitt Peak            | Spacewatch           |
| 192861 - | 1999 VO220             | 3 de novembre de 1999  | Socorro              | LINEAR               |
| 192862 - | 1999 VE223             | 5 de novembre de 1999  | Socorro              | LINEAR               |
| 192863 - | 1999 WR5               | 29 de novembre de 1999 | Kitt Peak            | Spacewatch           |
| 192864 - | 1999 WP9               | 30 de novembre de 1999 | Chiyoda              | T. Kojima            |
| 192865 - | 1999 WL15              | 29 de novembre de 1999 | Kitt Peak            | Spacewatch           |
| 192866 - | 1999 WS16              | 30 de novembre de 1999 | Kitt Peak            | Spacewatch           |
| 192867 - | 1999 WS18              | 30 de novembre de 1999 | Kitt Peak            | Spacewatch           |
| 192868 - | 1999 WZ18              | 30 de novembre de 1999 | Kitt Peak            | Spacewatch           |
| 192869 - | 1999 XB14              | 5 de desembre de 1999  | Socorro              | LINEAR               |
| 192870 - | 1999 XE19              | 3 de desembre de 1999  | Socorro              | LINEAR               |
| 192871 - | 1999 XV20              | 5 de desembre de 1999  | Socorro              | LINEAR               |
| 192872 - | 1999 XK25              | 6 de desembre de 1999  | Socorro              | LINEAR               |
| 192873 - | 1999 XJ27              | 6 de desembre de 1999  | Socorro              | LINEAR               |
| 192874 - | 1999 XN30              | 6 de desembre de 1999  | Socorro              | LINEAR               |
| 192875 - | 1999 XF39              | 6 de desembre de 1999  | Socorro              | LINEAR               |
| 192876 - | 1999 XE43              | 7 de desembre de 1999  | Socorro              | LINEAR               |
| 192877 - | 1999 XP46              | 7 de desembre de 1999  | Socorro              | LINEAR               |
| 192878 - | 1999 XD47              | 7 de desembre de 1999  | Socorro              | LINEAR               |
| 192879 - | 1999 XX52              | 7 de desembre de 1999  | Socorro              | LINEAR               |
| 192880 - | 1999 XP59              | 7 de desembre de 1999  | Socorro              | LINEAR               |
| 192881 - | 1999 XR59              | 7 de desembre de 1999  | Socorro              | LINEAR               |
| 192882 - | 1999 XT61              | 7 de desembre de 1999  | Socorro              | LINEAR               |
| 192883 - | 1999 XT67              | 7 de desembre de 1999  | Socorro              | LINEAR               |
| 192884 - | 1999 XJ75              | 7 de desembre de 1999  | Socorro              | LINEAR               |
| 192885 - | 1999 XA94              | 7 de desembre de 1999  | Socorro              | LINEAR               |
| 192886 - | 1999 XR100             | 7 de desembre de 1999  | Socorro              | LINEAR               |
| 192887 - | 1999 XZ103             | 3 de desembre de 1999  | Nachi-Katsuura       | Y. Shimizu, T. Urata |
| 192888 - | 1999 XB113             | 11 de desembre de 1999 | Socorro              | LINEAR               |
| 192889 - | 1999 XA115             | 11 de desembre de 1999 | Socorro              | LINEAR               |
| 192890 - | 1999 XP115             | 5 de desembre de 1999  | Catalina             | CSS                  |
| 192891 - | 1999 XK117             | 5 de desembre de 1999  | Catalina             | CSS                  |
| 192892 - | 1999 XZ118             | 5 de desembre de 1999  | Catalina             | CSS                  |
| 192893 - | 1999 XM122             | 7 de desembre de 1999  | Catalina             | CSS                  |
| 192894 - | 1999 XU130             | 12 de desembre de 1999 | Socorro              | LINEAR               |
| 192895 - | 1999 XS134             | 5 de desembre de 1999  | Socorro              | LINEAR               |
| 192896 - | 1999 XW137             | 2 de desembre de 1999  | Kitt Peak            | Spacewatch           |
| 192897 - | 1999 XH142             | 12 de desembre de 1999 | Socorro              | LINEAR               |
| 192898 - | 1999 XB145             | 7 de desembre de 1999  | Kitt Peak            | Spacewatch           |
| 192899 - | 1999 XE146             | 7 de desembre de 1999  | Kitt Peak            | Spacewatch           |
| 192900 - | 1999 XN151             | 7 de desembre de 1999  | Kitt Peak            | Spacewatch           |